# Мемориальный музей и библиотека Неру
Мемориальный музей и библиотека Неру (англ. The Nehru Memorial Museum & Library (NMML) — музей и библиотека в Нью-Дели, Индия, цель которой — сохранить и реконструировать историю индийского движения за независимость. Расположен на территории резиденции первого премьер-министра Индии — Teen Murti House. Является автономным учреждением под покровительством Министерства культуры Индии и был основан в 1964 году после смерти первого премьер-министра Индии — Джавахарлала Неру. Музей содействует исследованиям современной истории.
Сегодня мемориальный музей Неру — ведущий мировой ресурсным центром первого премьер-министра Индии, и в его архивах есть большая часть робот Махатмы Ганди, не говоря уже про личные бумаги Ч. Раджагопалачарии, Б. Ч. Роя, Джаяпракаша Нараяна, Чарана Сингха, Сароджини Найду и Раджкумари Амрит Каур. В марте 2010 года запустили проект с оцифровки архивов музея, в рамках которого было отсканировано 867 тис. страниц манускриптов и 29 807 фото, а также 500 тис. страниц было загружено на главный сайт библиотеки. Среди выдающихся публикаций: «Избранные работы» Джавахарлала Неру, «Человек судьбы» Раскина Бонда, «Антология Неру» (1980).
Мемориальный музей Неру и библиотека много лет поддерживала индийских ученых и историков с помощью стипендиальной программы. «Мемориальное общество Неру» профинансировало лучших индийских академиков, таких как Рамачандра Гуха. Также это одна среди лучших библиотек в Дели для социальных наук, поскольку она имеет весомую коллекцию материалов по вопросам труда, в частности докторских диссертаций, отчетов, книг, журналов и газет.

## Описание

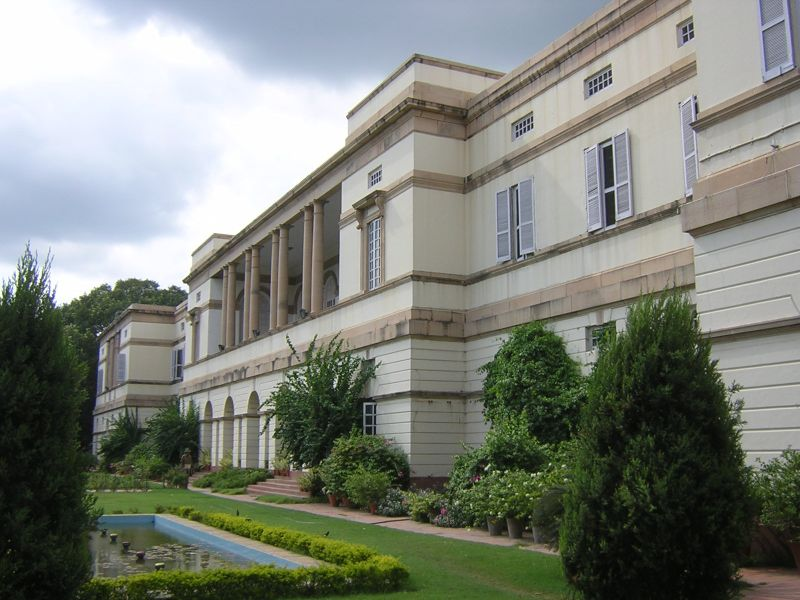
Резиденция Джавахарлала Неру

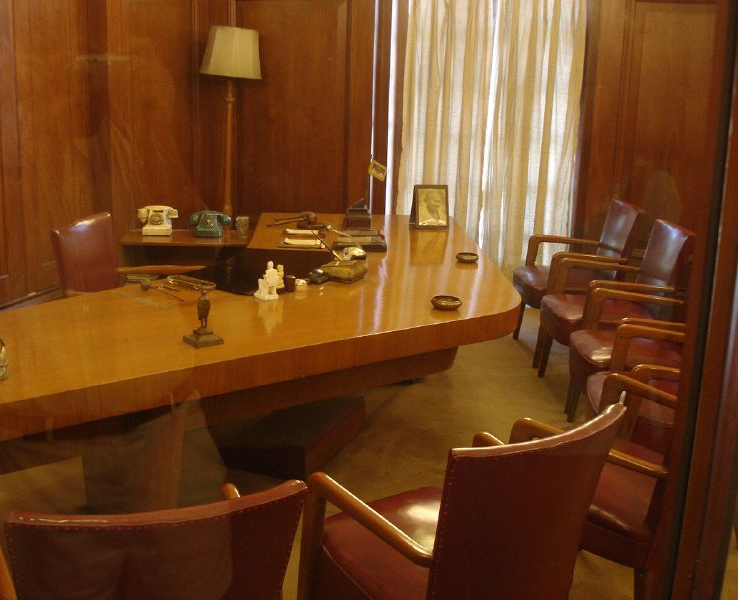
Кабинет первого Премьер-министра Индии Джавахарлала Неру

Мемориальный музей и библиотека Неру известна как бхаван для подростков в Мурти (скульптор — Леонард Дженнингс из Великобритании). Его спроектировал известный Роберт Тор Рассел, который также создал проекты Коннот-Плейс и нескольких частей Джанпатта. До этого архитектор построил три статуи в честь трех индийских княжеств, а именно: Джодхпур, Хайдарабад и Майсур. Строительство здания на 30 акров началось в 1929 году и заняло 1 год. Это шедевр британской и французской архитектуры и деревообработки. Сначала был известен как «Флегстаффский дом», и британская власть использовала его как резиденцию главнокомандующего. После получения Индией независимости дом стал резиденцией Джавахарлала Неру (1889—1964) — первого премьер-министра Индии. После его смерти в 1964 было решено переоборудовать здание в музей и библиотеку, которая способствовала исследованиям истории Индии с особым акцентом на эпоху Неру.
Мемориальный музей и библиотека Неру были созданы 1 апреля 1966 года. Сначала музей был обустроен в восточном крыле, а библиотека — в западном крыле продолговатого дома. Бал Рам Нанда основал его и был директором 17 лет. За свои заслуги он был награждён Падма Вибхушан в 2003 году.
Со временем и быстрым ростом материалов для исследований в библиотеке стало не хватать места, поэтому для библиотеки было построено отдельное здание. Она была официально открыта президентом В. В. Гири в январе 1974 года. Из-за постоянного увеличения объемов материала, необходимого для исследований, музей нуждался в дополнительных помещениях, которые были построены в 1989 году. Центр современного образования был создан в этом здании в качестве нового отдела в 1990 году.
В честь празднования Дня основания мемориального музея и библиотеки Неру организовывают ежегодную лекцию 1 апреля, которая называется «Лекция ко дню основания мемориального музея им. Джавахарлала Неру». «Планетарий Неру» также является частью музея. Кроме того, большая работа проводится в сфере ознакомления людей с этим местом, особенно детей, которые считаются наиболее близкими к Джавахарлала Неру, про что свидетельствует данное ему имя «Чача Неру». В библиотеке также есть архив приватной корреспонденции между Неру и Эдвиной Маунтбеттен, женой лорда Маунтбеттена, но он в ограниченном доступе.
«Центр современного образования» был создан как отдел прогрессивных исследований в 1990 и размещен в новых строениях. Музей взял на себя финансирование «Планетария Неру» и «Мемориального фонда Неру» в 2005 году.

## Мемориальная цифровая библиотека Неру
Коллекция манускриптов, исторических документов и других архивных материалов мемориального музея и библиотеки стали доступными онлайн после оцифровки с помощью информационных систем, которая началась в 2010 году. До мая 2011 года Министерство культуры, благодаря этому проекту, оцифровало 50 коллекций манускриптов, 834 записи интервью, 29 802 фото, больше ста тысяч изображений газеты Amrita Bazar Patrika (1905—1938). По оценкам оцифровка составит больше девяти миллионов документов и будет завершена до конца 2015 года.

## Мемориальный фонд им. Джавахарлала Неру
Мемориальный фонд Джавахарлала Неру (JNMF) был основан в Нью-Дели 17 августа 1964 года под руководством президента Индии С. Радхакришнана и его секретаря Индиры Ганди. Фонд награждал «Стипендиями им. Дж. Неру» с 1968 года, а также «Стипендиями для обучения в аспирантуре в Индии и за рубежом», инициированных Министерством развития человеческих ресурсов с 1993, а также организовывает «Ежегодную лекцию им. Дж. Неру» накануне дня рождения Джавахарлала Неру (14 ноября). Он также продвигает или финансирует ряд учреждений, в том числе Ананд Бхаван, Джавахарский планетарий и Джавахарлала Бал Бхаван, все в комплексе Ананд Бхаван, в Аллахабаде.

## Критика
В 2009 году несколько известных ученых, таких как Рамачандра Гуха, Самит Саркар, Ниведита Менон, Наянджот Лахири, Муширул Хасан, Мукул Кесаван, Махеш Ранджараджан и Кришна Кумар утверждали, что учреждение работает в неэффективной и коррумпированной системе. Они отметили, что Музей и библиотека Неру приостановила свою программу публикаций и свою деятельность. В свою очередь, писатель и активист Мадху Кишвар, эколог Прадип Kишен и историки Ирфан Хабиб и Д. Н. Джа поддержали музей и его директора Мридулу Мукхерджи.